# Index Medicus
O Index Medicus (IM) é um índice global de artigos de revistas científicas médicas, publicados desde 1879. Ele foi iniciado por John Shaw Billings, chefe da Library of the Surgeon General's Office do Exército dos Estados Unidos. Esta biblioteca mais tarde evoluiu para a United States National Library of Medicine (NLM), que continua a publicação do Index.

## História
A publicação começou em 1879 e continuou mensalmente até 1926, com um hiato entre 1899 e 1902. Durante este hiato, um índice similar, o Bibliographia medica, foi publicado em francês pelo Institut de Bibliographie em Paris. O Index Medicus foi amalgamado com o índice Quarterly Cumulative Index to Current Literature (QCICL) da Associação Médica Americana (AMA) em 1927 e a AMA continuou a publicar este até 1956 . De 1960 a 2004, a edição impressa foi publicada pela Biblioteca Nacional de Medicina, sob o nome Index Medicus/Cumulated Index Medicus (IM/CIM). Uma versão resumida foi publicada entre 1970 a 1997 com o título Abridged Index Medicus. A edição abreviada existe como um subconjunto de periódicos cobertos pelo PubMed ("core clinical journals") A última edição do Index Medicus foi publicada em Dezembro de 2004 (Volume 45). O motivo declarado para a interrupção da publicação impressa foi a de que os recursos on-line a tinha suplantado,  retudo o PubMed, que continuou a incluir o Index Medicus como um subconjunto das revistas que eram cobertos por ele.

## Seleção para a revista
Inclusão no Index não é automática e depende da política científica da revista e da qualidade científica. Estes critérios são avaliados pelo comité "Literature Selection Technical Review Committee" e a decisão final é feita pelo diretor da NLM.  O processo de revisão pode incluir avaliadores externos e revistas podem também ser retiradas dos critérios de inclusão.